# Церква Пресвятої Трійці (Сихів)
Церква Пресвятої Трійці — дерев'яна церква у Львові на Сихові. Пам'ятка архітектури національного значення (охоронний № 484). Парафія належить до Сихівського протопресвітеріату (деканату) Львівської архієпархії Української греко-католицької церкви.

## Відомості
Церква була збудована у 1654 році. У 1683 році центральний зруб святині був розписаний львівськими майстрами. У 1870-х роках до церкви був прибудований притвор, а також підведені підвалини.
1932 року проведено реставрацію під керівництвом архітектора Олександра Лушпинського. Було зокрема розібрано дзвіницю над бабинцем, з'явилися невластиві автентичній споруді вікна. Ґонт був укладений наново і строго лінійно. Було влаштовано високий підмурівок, внаслідок чого змінилися загальні пропорції брили. На шпальтах газети «Діло» з'явився критичний відгук, що переросло у подальшу публічну дискусію. Дещо менш критично про реставрацію висловився активний будівничий церков Лев Левинський. 
У 1971 році верх церкви покритий ґонтом. 1974 року церква Пресвятої Трійці передана Львівській картинній галереї. Було в планах перевезення святині на територію Музею народної архітектури і побуту та облаштування у ній музею. 
1990 року церкву повернули громаді вірних Сихівського житлового масиву, а згодом її покрили новим ґонтом. 2006 року упорядковано вхід з вулиці Коломийської та встановлено й освячено пам'ятний знак-хрест з нагоди 400-ліття церкви Пресвятої Трійці. На хресті напис: «Спаси Господи, людей Твоїх, і благослови спадкоємство Твоє…».
Парафія охоплювала села Сихів та Козельники. Її парохом був професор греко-католицької богословської академії о. Андрій Іщак. Отець Андрій загинув 26 червня 1941 року та був похований на старому сихівському цвинтарі, розташованому поблизу храму (вхід з вул. Майданної). 27 червня 2001 року Папа Римський Іван Павло II під час свого візиту до Львова завершив процес беатифікації новомучеників УГКЦ, у тому числі й колишній парох церкви Пресвятої Трійці о. Андрій Іщак, проголошений Іваном Павлом II блаженним. Поряд з цвинтарем розташована символічна курган-могила героям, що боролися та полягли за волю України.
Неподалік храму встановлений пам'ятний хрест на згадку про скасування панщини у 1848 році у 1848 році, який у наш час опинився посеред автостоянки кооперативу «Старий Сихів», що на вул. Садибній, 21.

## Галерея

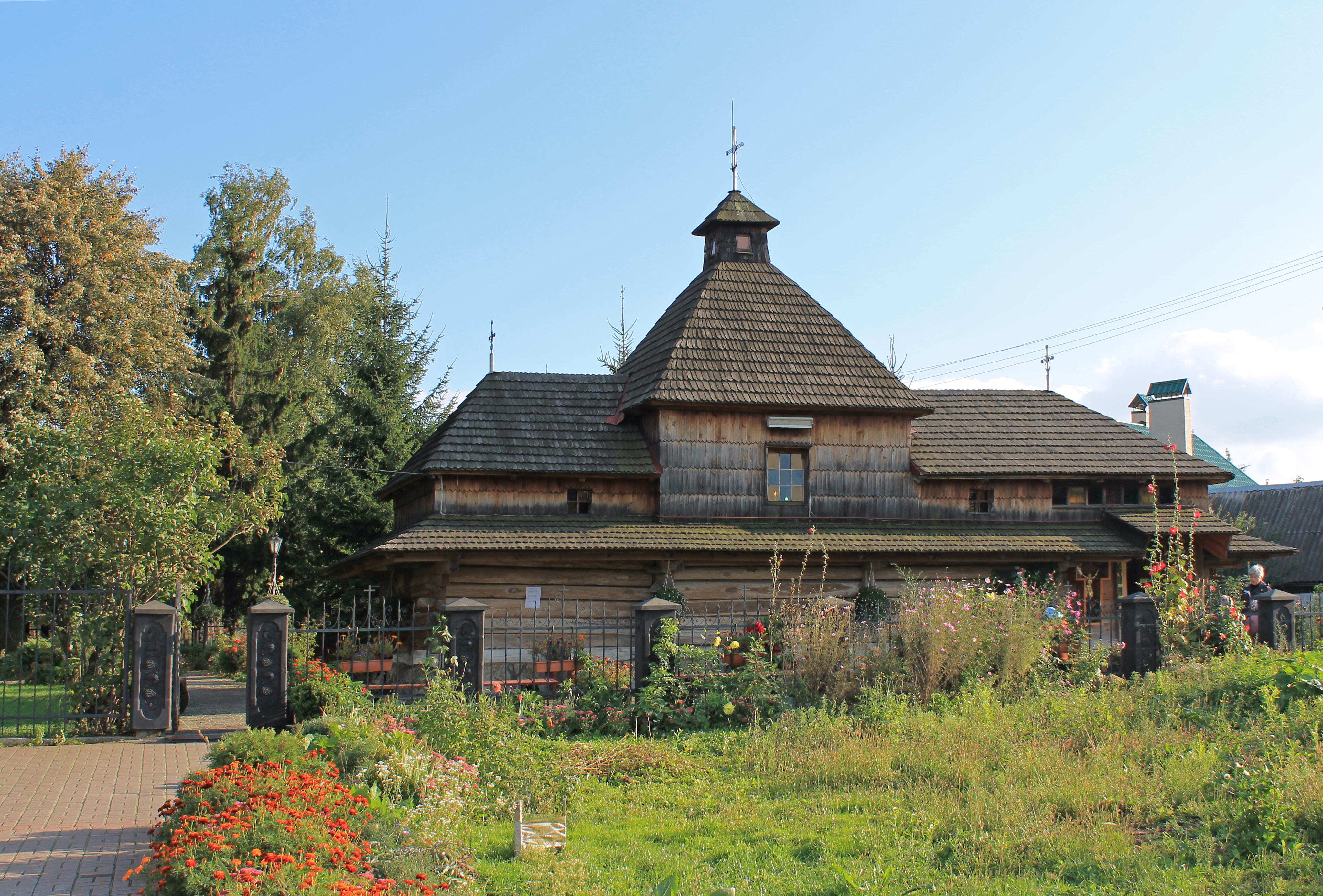
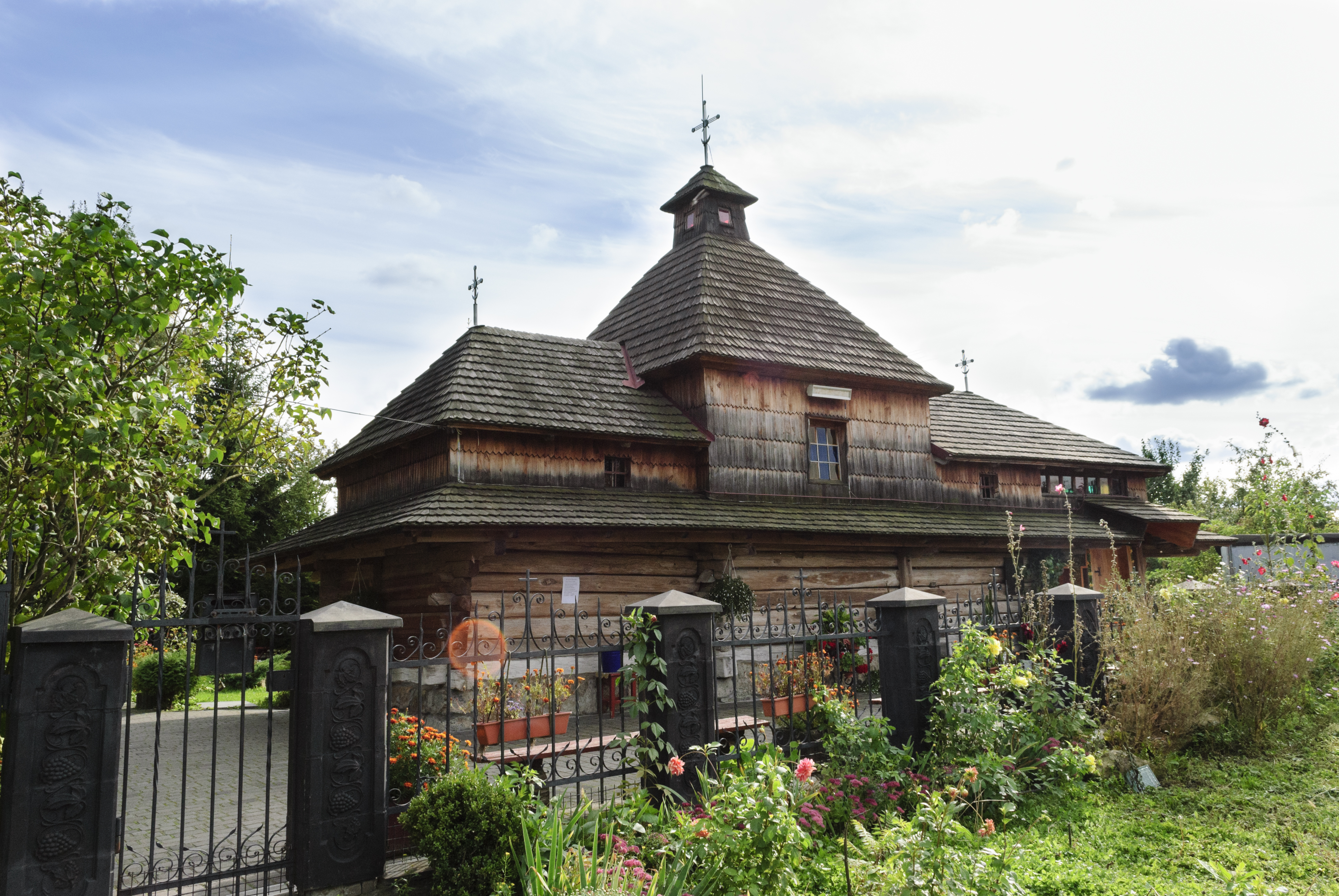
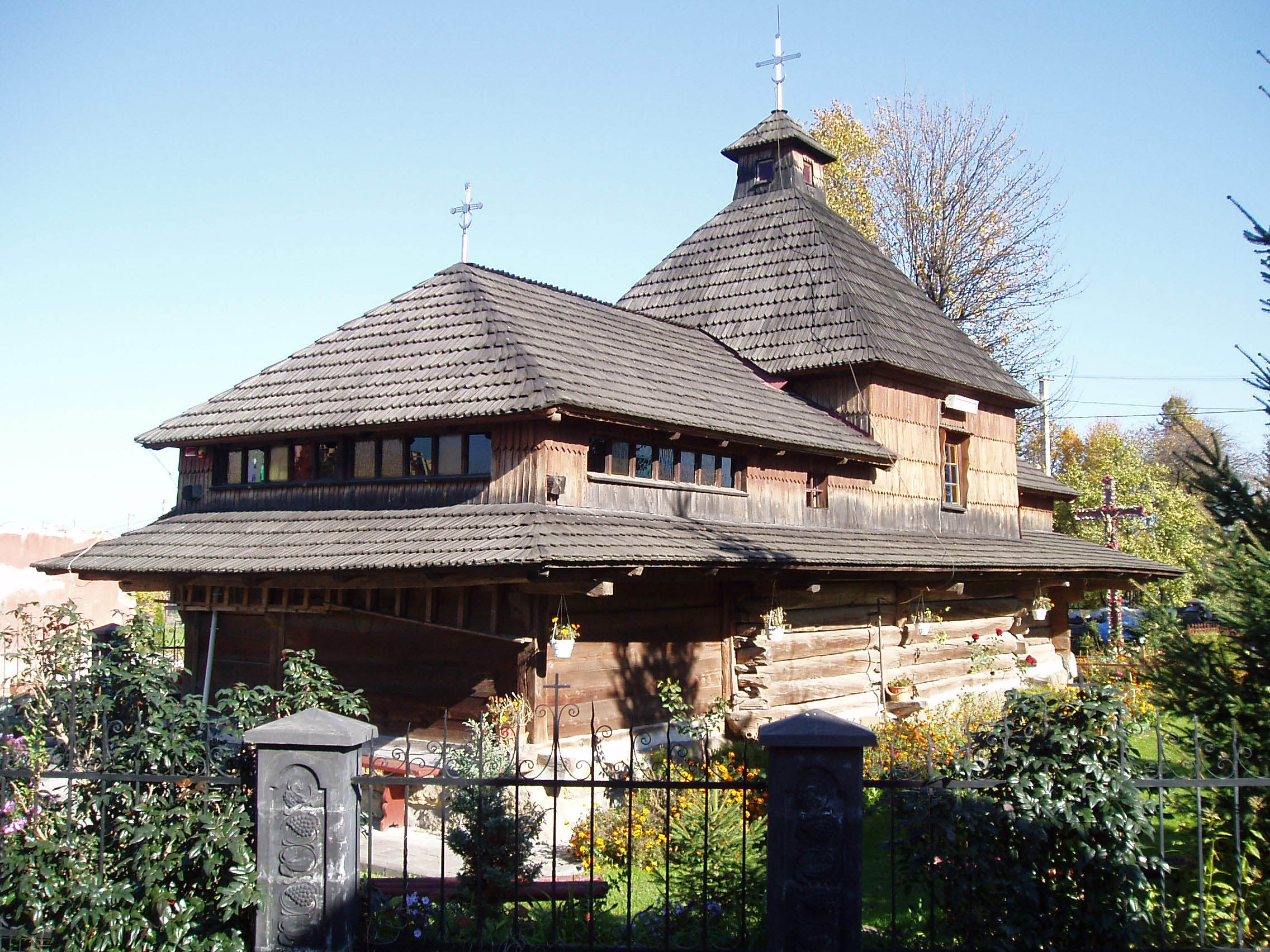
Зворотня сторона
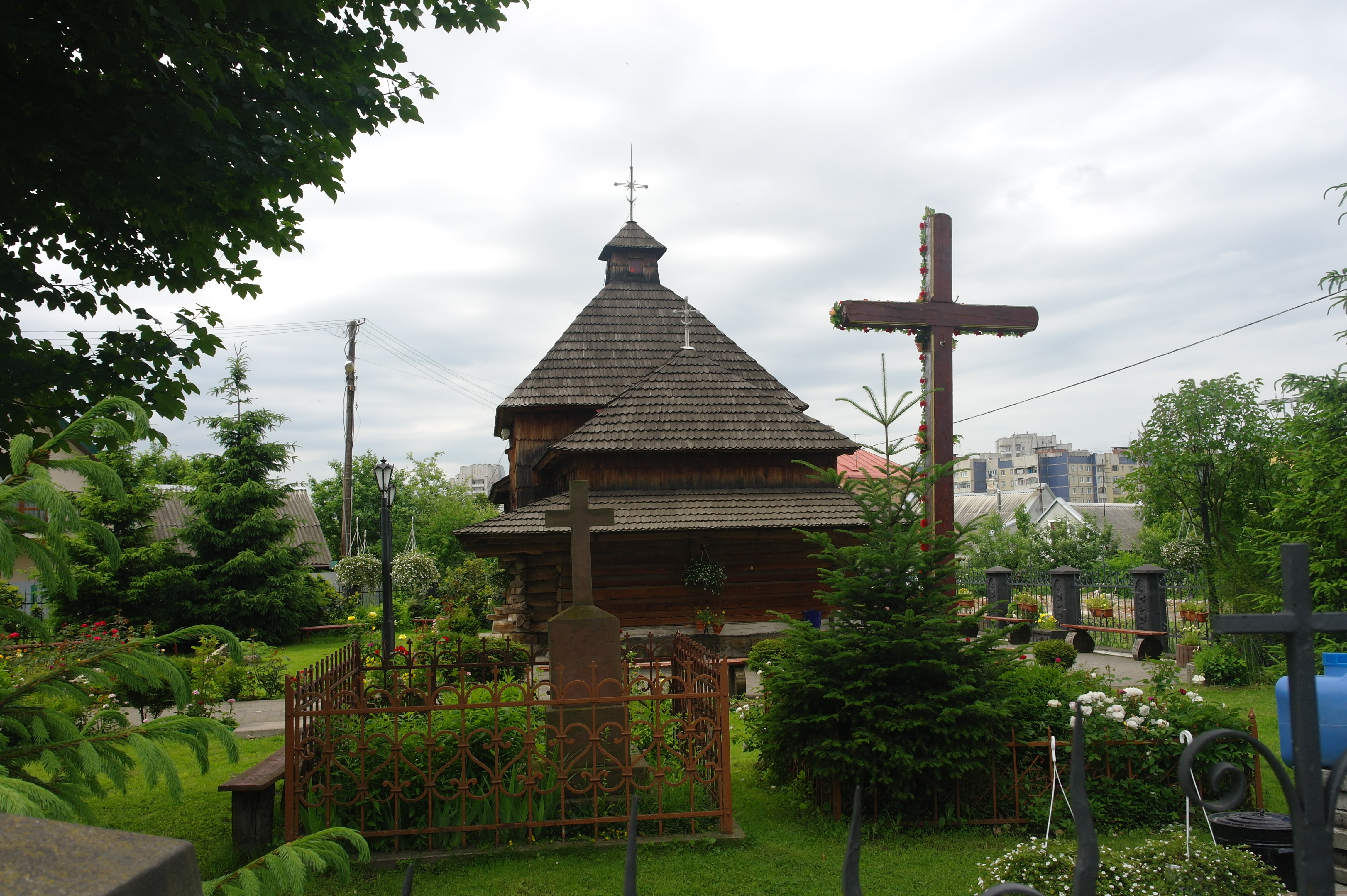
Хрести перед церквою
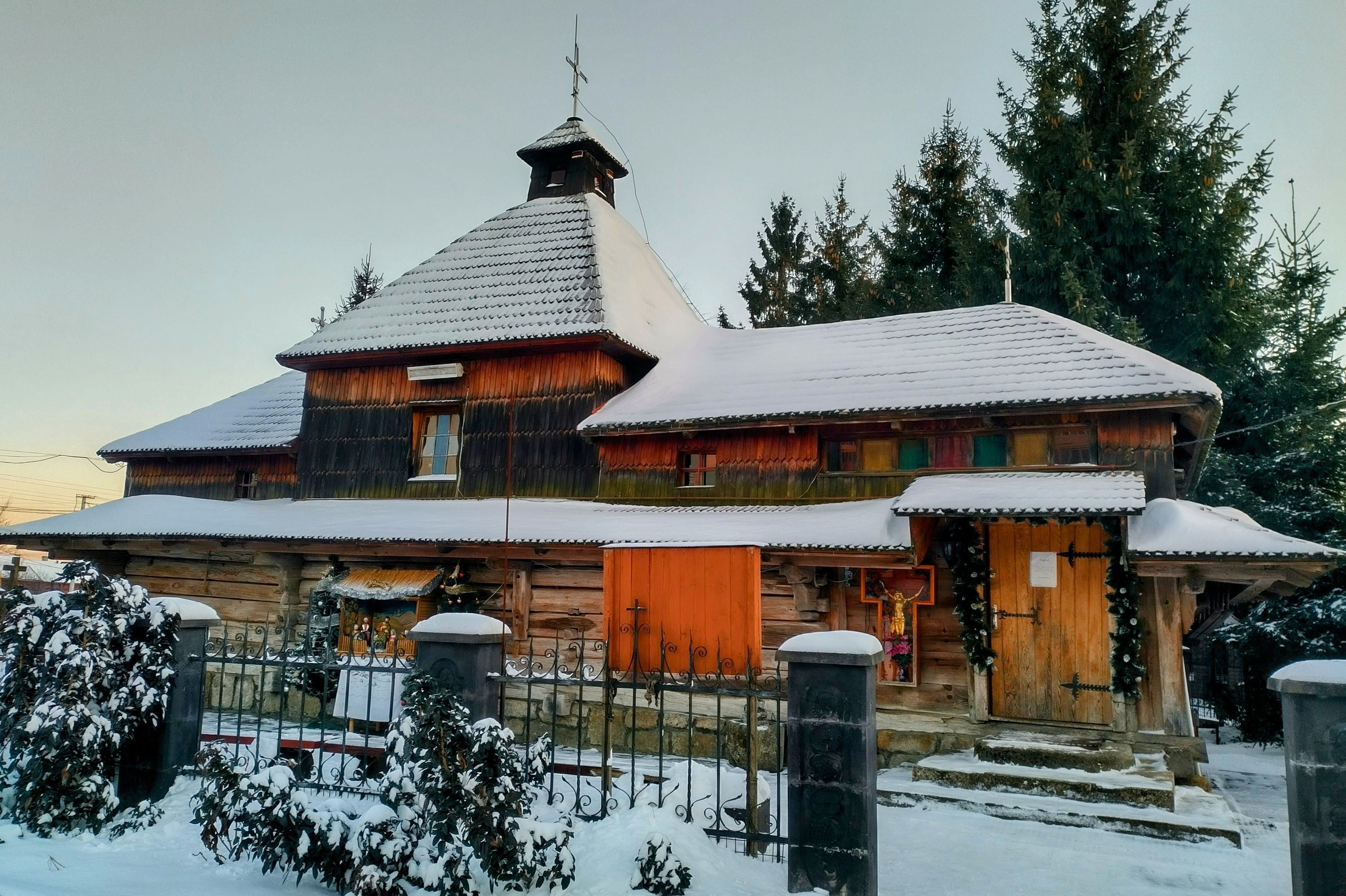
Церква взимку
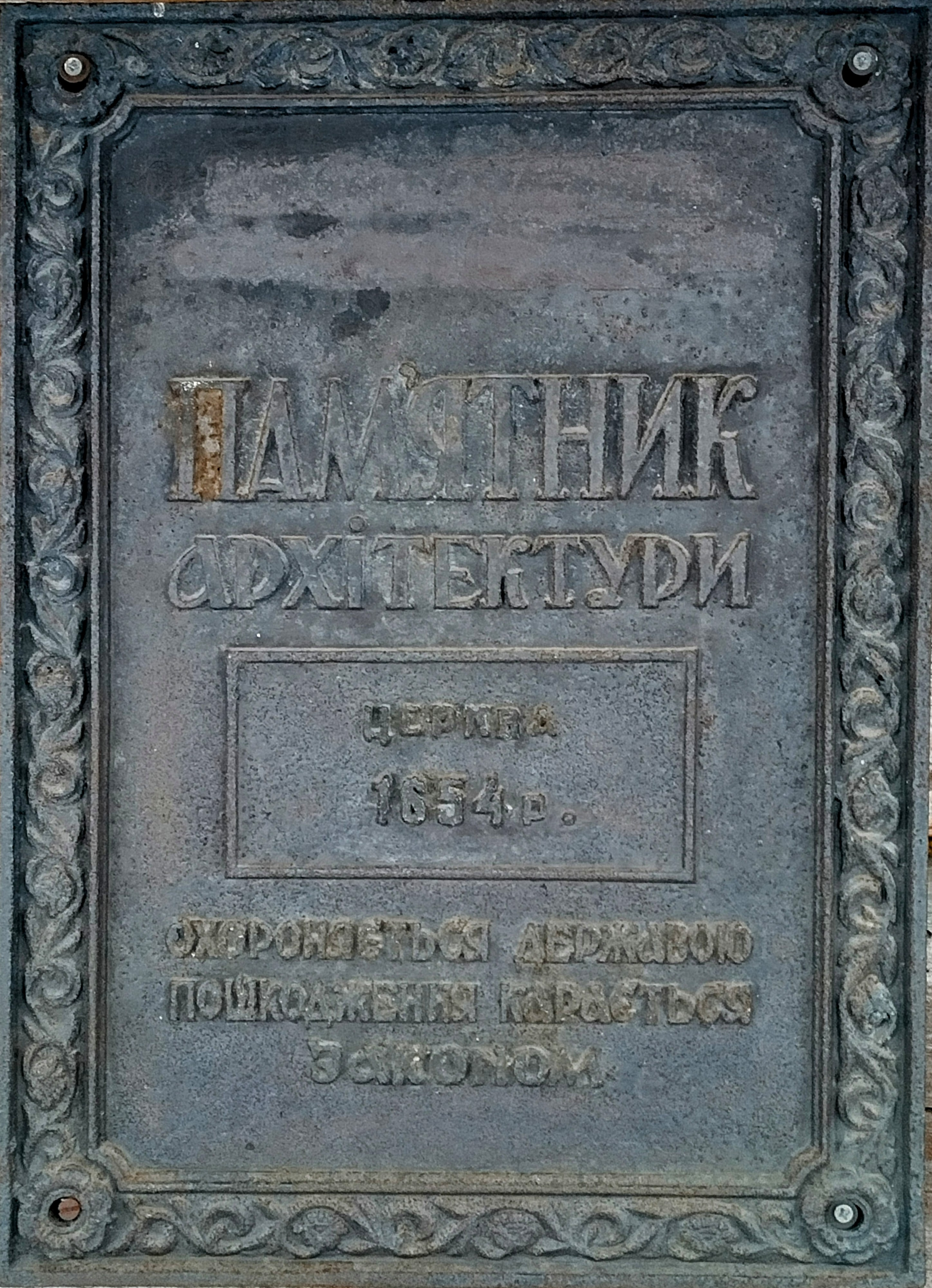
Охоронна таблиця